# Montmorillonita
La montmorillonita es un mineral del grupo de los silicatos, subgrupo filosilicatos y dentro de ellos pertenece a las llamadas arcillas. Es un hidroxisilicato de magnesio y aluminio, con otros posibles elementos.
Recibe su nombre de la localidad francesa de Montmorillon, donde se descubrió en 1847. Se caracteriza por una composición química inconstante. Es soluble en ácidos y se expande al contacto con agua. Estructuralmente se compone por una capa central que contiene aluminio y magnesio coordinados octaédricamente en forma de óxidos e hidróxidos. Dicha capa central está rodeada por otras dos capas. Las capas externas están formadas por óxidos de silicio coordinados tetraédricamente.
Para cimentación de construcciones es uno de los terrenos en los que se deben tomar más precauciones debido a su carácter expansivo. También posee propiedades tixotrópicas, lo que permite su utilización como lodos de perforación. (Ver bentonita)